# Rosa Domínguez de Posada
Rosa María Domínguez de Posada Puertas, nacida el 23 de junio de 1960, es una política española del partido Foro de Asturias. Fue senadora por Asturias desde el 20 de diciembre de 2015, durante las legislaturas XI y XII.

## Biografía

### Profesión
Rosa María Domínguez de Posada Puertas nació en Madrid en 1960. Es licenciada en derecho por la Universidad Complutense de Madrid. Ha trabajado en el Banco Central de Madrid y en el Ayuntamiento de Peñamellera Alta como secretaria interventora, entre 1994 y 1998.

### Carrera política
Fue alcaldesa de Peñamellera Alta desde 2003. Entre 2011 y 2015 fue vicepresidenta de la Federación Asturiana de municipios y miembro del Consejo Territorial de la Federación Española de Ciudades y Provincias.
El 20 de diciembre de 2015 fue elegida senadora por Asturias al Senado, cargo que revalidó en 2016.
En el Senado, es portavoz del Grupo Mixto en la Comisión de Función Pública.